# علي عادل جدوع
علي عادل جدوع (ولد في 21 فبراير 1981) هو لاعب كرة قدم قطري متقاعد. لعب سابقا لنادي رابيد فيينا النمساوي في عام 2002.